# Breda 20/65 Mod. 1935
Il Breda 20/65 Mod. 1935 era un cannone automatico polivalente italiano, che venne largamente utilizzato sia come arma contraerea che controcarro durante la seconda guerra mondiale.

## Storia

### Sviluppo

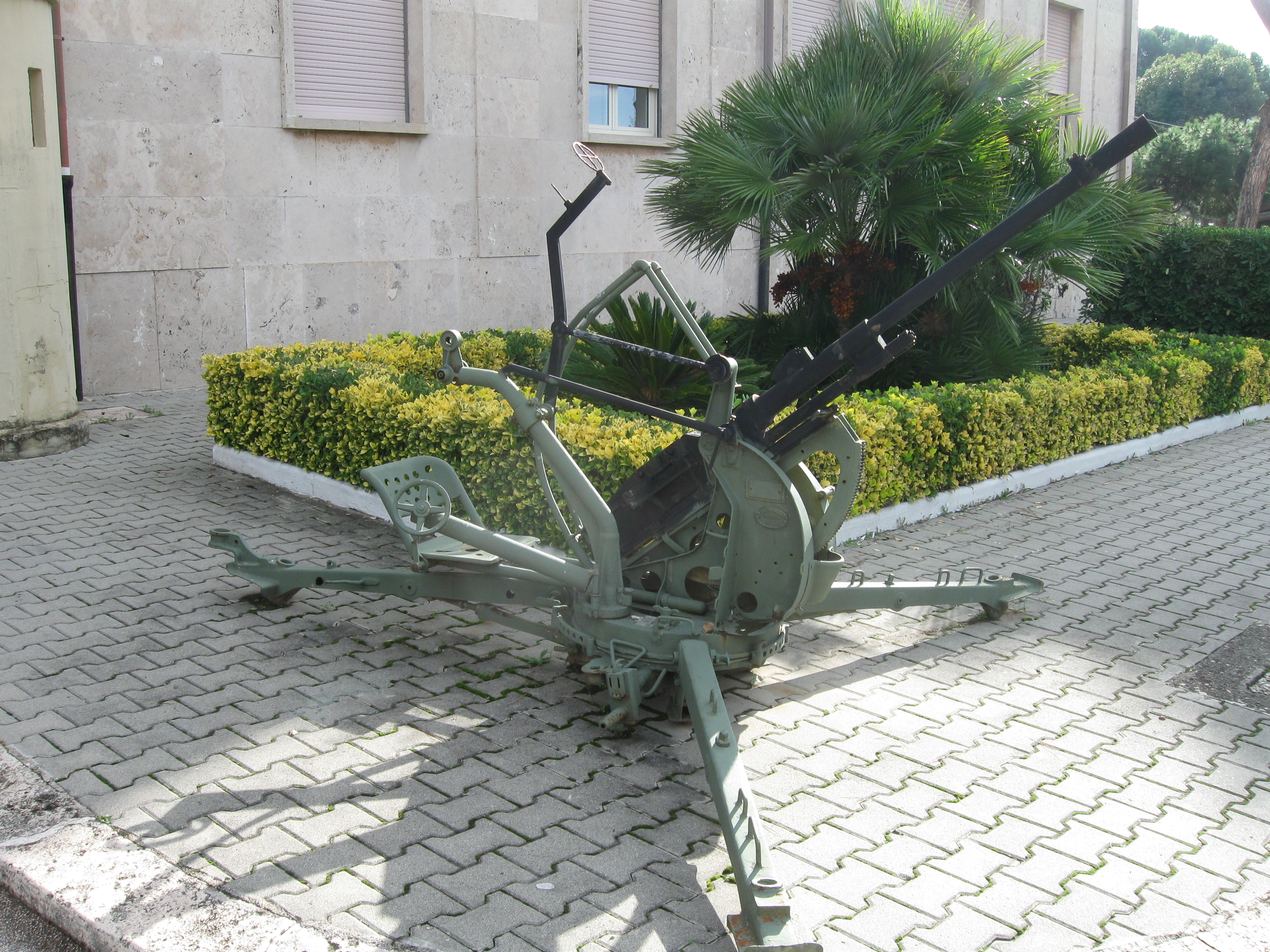
Un 20/65 in configurazione di tiro nel Parco storico dell'artiglieria contraerei, caserma "Generale A. Clavarino" (Sabaudia)

L'arma fu sviluppata dalla Società Italiana Ernesto Breda per Costruzioni Meccaniche nel 1932. Dopo lunghe prove comparative con armi Oerlikon, Madsen e Lübbee, nel 1935 fu adottata dal Regio Esercito, a discapito della Scotti-Isotta-Fraschini 20/70, e dalla Regia Aeronautica. Lo sviluppo della versione in postazione fissa per la Milizia per la difesa antiaerea territoriale (DICAT) richiese più tempo e portò alla realizzazione dei modelli "Breda 20/65 Mod. 1939" e  "Breda 20/65 Mod. 1940".
Sempre nel 1935 la mitragliera fu acquisita anche dalla Regia Marina, intenzionata a sostituire gli impianti binati Breda Mod. 31 da 13,2 mm, equipaggiarono praticamente tutte le unità navali, dalle navi da battaglia classe Littorio ai MAS. Inizialmente l'arma venne installata in impianti binati "Mod. 35 R.M.", mentre le unità minori vennero equipaggiate con gli impianti singoli "Mod. 39 R.M." e soprattutto "Mod. 40 R.M." L'arma fu prodotta dagli impianti Breda di Roma e di Brescia, con la collaborazione dell'arsenale di Terni.
Oltre che nella versione trainata ed in postazione fissa, fu installata su autocarri in dotazione al Regio Esercito per fornire protezione antiaerea e controcarro alle colonne motorizzate; fu installata in particolare sul Fiat-SPA 38R, sul SPA Dovunque 35 e sul Fiat 508 C Camioncino. Il cannone-mitragliera armava anche le torrette del carro armato leggero L6/40 e dell'autoblindo AB41. Durante la guerra civile spagnola fu installata dagli italiani e dalla Spagna Nazionalista sui carri leggeri Panzer I per aumentarne l'efficacia contro i carri russi T-26 repubblicani.

### Impiego nelle forze armate italiane

Impianto singolo a puntamento libero Mod. 1940, in dotazione alla DICAT

La mitragliera ebbe il battesimo del fuoco durante la guerra civile spagnola, quando 138 esemplari furono inviati al seguito del Corpo Truppe Volontarie e come aiuto alle forze franchiste. Qui si distinse soprattutto come arma controcarro e antimateriale.
All'entrata in guerra dell'Italia nel 1940, risultavano in servizio 1 759 mitragliere Breda (1 465 del Regio Esercito, 204 della MACA, 240 della Regia Marina e 50 della Regia Aeronautica), che salirono a 2 442 nel settembre 1942. Nel Regio Esercito, ogni reggimento di artiglieria delle divisioni di fanteria ordinarie e delle autotrasportabili disponeva di una batteria su 8 pezzi da 20/65 Mod. 35. Le divisioni corazzate, motorizzate, celeri, libiche, della MVSN e i raggruppamenti di artiglieria di corpo d'armata ricevettero invece due batterie, mentre le divisioni alpine spesso non ne schieravano nessuna. Oltre le tre forze armate e la MACA, anche la Guardia alla frontiera (GaF) ricevette alcune mitragliere per la difesa antiaerea delle installazioni più importanti, come la batteria dello Chaberton.
Dopo l'armistizio di Cassibile, la mitragliera venne impiegata sia dai reparti dell'Esercito Nazionale Repubblicano della RSI che da quelli dell'Esercito Cobelligerante Italiano (per esempio dal I Raggruppamento Motorizzato). Nel dopoguerra l'arma in diverse versioni rimase in servizio con l'Esercito Italiano e la Marina Militare della neonata Repubblica italiana. I Reparti celeri della Polizia di Stato la utilizzarono per armare i loro Dodge WC 51.

### Impiego nelle forze armate straniere
L'arma fu fornita alla Finlandia in 88 pezzi Mod. 35 terrestri, consegnati in tre lotti tra il febbraio 1940 e il 1941; a questi si aggiunsero, nel 1942, i quattro pezzi che armavano le motosiluranti di produzione italiana classe Jymy; tutte queste armi, denominate 20 ItK/35, furono largamente impiegate contro l'Armata Rossa durante la guerra d'inverno e la successiva guerra di continuazione. Tutte le quattro mitragliere navali e 79 mitragliere 20 ItK/35 risultavano ancora in servizio nel 1960. Furono infine radiate dalle forze armate finlandesi a metà degli anni ottanta.
Fu utilizzata dalla Wehrmacht come 2 cm FlaK-282(i): oltre agli esemplari di preda bellica, dopo l'armistizio la produzione continuò in favore della Germania, con almeno 255 armi consegnate. La mitragliera costituì in assoluto l'arma italiana più ambita come preda bellica, trovando largo impiego tra le truppe australiane, britanniche e sudafricane. Infatti durante l'Operazione Compass le truppe britanniche catturarono un numero tale di queste armi da equipaggiare completamente l'Australian 2nd/3rd Light Anti-Aircraft Regiment, (4th Anti-Aircraft Brigade) e una batteria del 106th (Lancashire Hussars) Regiment, RHA. Il famoso Long Range Desert Group riutilizzò le mitragliere catturate sui suoi portee. Sulle autoblindo sudafricane Marmon-Herrington Armoured Car i britannici installarono in torretta una 20/65, aumentandone così la potenza di fuoco.
Le Breda catturate furono anche imbarcate su alcune unità della Royal Australian Navy e della Royal Navy, come il cacciatorpediniere HMAS Vendetta, l'incrociatore leggero HMAS Perth e la cannoniera HMS Ladybird.

## Descrizione

### La bocca da fuoco
L'arma era essenzialmente una versione ingrandita della Breda Mod. 31 da 13,2 mm, del quale riprende il sistema di funzionamento. La canna era a rigatura destrorsa costante ed era omologata per 5000 colpi. L'arma funzionava a sottrazione di gas regolabile, con otturatore scorrevole e canna fissa ed era disponibile il tiro solo automatico. L'alimentazione avveniva da un bocchettone laterale tramite piastrine da 12 colpi, inserite in sequenza a contatto l'una con l'altra per permettere il fuoco prolungato; il bossolo vuoto veniva riposizionato dall'estrattore nella piastrina. Il rateo di fuoco teorico dell'arma era di 240-220 colpi/min che si riduceva a 150-120 colpi/min nella pratica, se non meno (30-60 colpi/min). Il sistema di puntamento era ad alzo a cannocchiale per il tiro anticarro ed antipersonale, mentre per il tiro contraereo impiegava una mira a riflessione prodotta dalla San Giorgio, tarata da 0 a 3 000 metri con predittore per bersagli veloci fino a 550 km/h. L'arma era manovrata da 3 artiglieri, più capopezzo e porgitori per un totale di 7 serventi.

### Munizionamento
La munizione 20 × 138 mm B della Breda da 20/65 era comune anche alla Scotti-Isotta-Fraschini e al fucile anticarro Solothurn S-18/1000. Era del tipo a cartoccio proietto, pesante 320 g, dei quali 134 g costituiti dal proiettile e 38 dalla carica di lancio. La pressione di esercizio era di 2 500 kgf/cm². I tipi di cartucce disponibili erano:
- tracciante;
- perforante-esplodente;
- perforante-tracciante-esplodente;
- tracciante-esplodente-autodistruggente;
- ultrasensibile;
- ultrasensibile-esplodente.

### Affusti terrestri

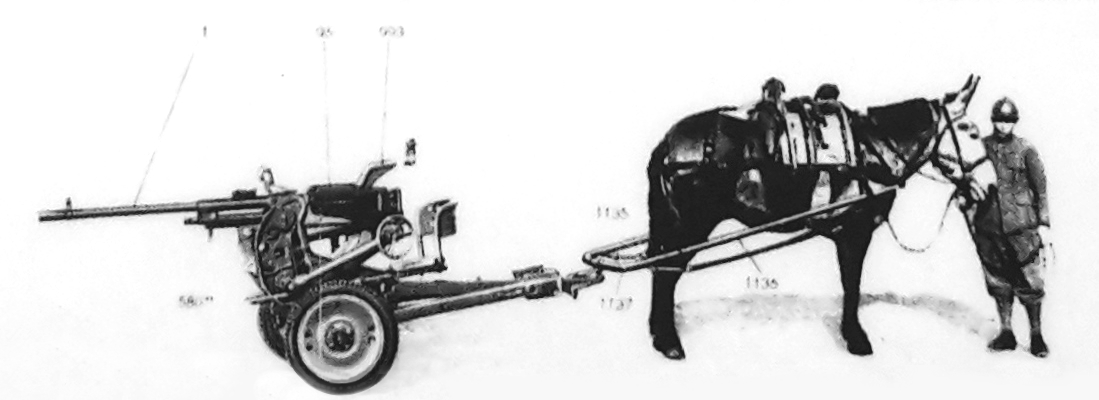
Esempio di traino con mulo del cannone

- Mod. 35: era la versione campale trainabile. L'affustino ad aloni brandeggiava a 360° sull'affusto a treppiede: questo consisteva in una piattaforma a crociera, con due gambe laterali arpionate, ripiegabili e regolabili per la messa in bolla, e da una coda centrale. Su un seggiolino dell'affustino prendeva posto il puntatore che con il volantino sinistro comandava il brandeggio, mentre l'elevazione, da -10° a +80°, era regolata dal volantino sinistro, che agiva su un settore dentato sotto alla culla. In configurazione di traino, le code laterali della piattaforma si ripiegavano e l'arma viaggiava su due ruote (con possibilità di fare fuoco anche in questa configurazione)[5], con una carreggiata di 2,05 metri; su ruote l'altezza al ginocchiello era di 88,5 cm, mentre in batteria era 78 cm[18]. Le ruote a disco in acciaio da 60 cm di diametro si rivelarono relativamente fragili, così da essere sostituiti con ruote più piccole in elektron, con semipneumatici pieni. In posizione di tiro su treppiede il peso del complesso era di 330 kg, che salivano a 370 kg con le ruote installate in configurazione di traino. Il traino era meccanico o manuale, oppure l'arma poteva essere scomposta in 5 carichi per il someggio:
  - castello, canna e ruote: 100 kg;
  - piattaforma girevole (affustino) e culla: 105 kg;
  - affusto a treppiede: 95 kg;
  - coda centrale e munizioni: 99 kg.

Infine, soprattutto nel teatro nordafricano, sia le Mod. 35 che le Mod. 39 vennero installate sul pianale di autocarri e camionette sahariane.
- Mod. 39: era la versione da postazione fissa, realizzata principalmente per la DICAT. Montava la stessa bocca da fuoco del Mod. 35 su un affusto a candeliere dalla caratteristica forma semilunare, riconoscibile dai 5 fori sugli aloni. L'affusto brandeggiava su una corona inchiavardata alla piazzola di tiro, al pianale dell'autocannone o a quello del treno corazzato. Il puntatore non aveva il seggiolino ed impiegava l'arma in piedi: infatti l'arma era a punteria libera, senza manovellismi, a brandeggio totale ed elevazione da -10° a +90°.
- Mod. 40: era una versione successiva al Mod. 39 da MDICAT, che differiva dalla precedente solo per la presenza del seggiolino per il puntatore.

Impianto Mod. 35 R.M., binato e stabilizzato

### Affusti navali

Breda 20/65 Mod. 1940 R.M.

- Mod. 35 R.M.[19]: era un impianto binato navale, arma antiaerea standard della maggior parte delle unità della Regia Marina. L'affusto era prestabilizzato, a punteria vincolata manuale, effettuata da un puntatore sul seggiolino posteriore. Le canne erano installate in posizione sfalsata sulla culla, con l'arma sinistra più in alto. La culla era incavalcata su due grandi orecchioni semicircolari, che consentivano un'elevazione da -10° a +100°. Il complesso pesava 2330 kg. Durante la guerra fu prodotta una versione con sistema di puntamento più avanzato, con predittore ed asservimento alla centrale di tiro della nave, imbarcata sulle corazzate classe Littorio e su alcuni incrociatori[19]. L'impianto Mod. 35 venne anche realizzato in versione armata di mitragliere Scotti-Isotta-Fraschini 20/70.
- Mod. 39 R.M.: impianto navale singolo, a punteria vincolata, con elevazione -10°/+90°.
- Mod. 40 R.M.[20]: impianto navale singolo, a punteria libera, simile al Mod. 39 terrestre. L'elevazione andava da -10° a +90°. Il complesso pesava 312,5 kg ed ebbe larga diffusione sul naviglio sottile della Regia Marina.

### Impiego su mezzi semoventi
Le mitragliere terrestri Mod. 35 e Mod. 39, soprattutto nelle fasi tardive della guerra, furono ampiamente utilizzate per equipaggiare degli autocarri, ottenendo degli autocannoni o semoventi contraerei, realizzati direttamente dalle officine al seguito delle truppe. Erano particolarmente impiegati nella campagna del Nordafrica sia per le spiccate caratteristiche di mobilità di questo fronte, sia per compensare la relativa fragilità del Mod. 35 in configurazione di traino. Gli autocarri armati erano:
- SPA Dovunque 35[21]
- Fiat 508 C Camioncino
- Fiat-SPA AS37
- Fiat-SPA 38R[21]
- Lancia 3Ro
- Fiat 626

Sempre in Africa settentrionale, il Regio Esercito fece ampio uso degli autocarri britannici della classe 15 cwt di preda bellica:
- Chevrolet C15[5]
- Canadian Military Pattern[5]
- Ford F60L[22]
- Dodge WC 51: nel dopoguerra, armati con la Mod. 39, erano impiegati dai Reparti celeri[5].

Insieme a mitragliatrici medie e cannoni d'accompagnamento, il Mod. 35 costituì l'armamento standard delle camionette desertiche:
- Fiat-SPA AS42
- Fiat-SPA AS43
- Camionetta Desertica Mod. 1943

La bocca da fuoco da 20/65 costituiva infine l'armamento principale di mezzi blindati e corazzati italiani ed esteri:
- L6/40: una Breda in torretta girevole con Breda Mod. 38 da 8 mm coassiale.
- AB41: modello successivo all'AB40, dotato della stessa torretta del L6/40 (20/65 e 8 mm coassiale).
- Panzer I: la mitragliera da 20/65 venne adattata su questo carro durante la guerra civile spagnola dai franchisti per migliorarne le capacità controcarro.
- Carro de Combate de Infantería Modelo 1937: la Breda costituiva l'armamento principale (insieme a due mitragliatrici da 7,92 mm) di questo carro prodotto in circa 28 esemplari dall'arsenale di Trubia per i nazionalisti durante la guerra civile spagnola[23].
- CV33 "Trubia": prototipo spagnolo di CV33 armato di mitragliera Breda in casamatta in luogo delle mitragliatrici binate[24].
- T.A. 76/2/T e 76/3/T: treni corazzati allestiti dalla Regia Marina nel novembre 1941, ciascuno armato con quattro cannoni 76/40 Mod. 1916 R.M. e due mitragliere Breda[25].

Le Breda furono le armi italiane più ambite come preda bellica dagli eserciti stranieri ed armarono:
- Marmon-Herrington Armoured Car: queste autoblindo di costruzione sudafricana furono modificate sul campo dai britannici con l'installazione in torretta della 20/65 per aumentarne la capacità di fuoco.
- Chevrolet 1533 × 2: erano mezzi speciali appositamente realizzati per l'LRDG, che spesso venivano armati con le Breda installate "in ritirata" (ovvero sul pianale, rivolte verso il retro dell'autocarro).